# Werner Kohlmeyer
Werner Kohlmeyer (ur. 19 kwietnia 1924 w Kaiserslautern, zm. 26 marca 1974 w Moguncji) – niemiecki piłkarz, obrońca. Mistrz świata z roku 1954.
W reprezentacji RFN debiutował 17 czerwca 1951 w meczu ze Turcją. Do 1955 w kadrze rozegrał 22 spotkania. Podczas MŚ 54 był graczem podstawowej jedenastki – wystąpił w 5 meczach swej drużyny.
Przez wiele lat (1941–1960) był piłkarzem 1. FC Kaiserslautern. W 1951 oraz 1953 zdobywał tytuł mistrza Niemiec. Karierę kończył w klubach FC 08 Homburg, SV Bexbach i SV Morlautern. Po zakończeniu kariery miał kłopoty z alkoholem, zmarł z powodu niewydolności serca w wieku 49 lat.